# 第9回先進国首脳会議
第9回先進国首脳会議（だい9かいせんしんこくしゅのうかいぎ）は、1983年5月28日から30日までアメリカ合衆国のバージニア州ウィリアムズバーグで開催された先進国首脳会議。通称ウィリアムズバーグ・サミット。

## 出席首脳

ウィリアムズバーグ・サミットでの各国首脳

サミットに参加した首脳は以下の通り。
- ロナルド・レーガン（議長・アメリカ合衆国大統領）
- フランソワ・ミッテラン（フランス共和国大統領）
- マーガレット・サッチャー（イギリス首相）
- ヘルムート・コール（西ドイツ首相）
- 中曽根康弘（日本国内閣総理大臣）
- アミントレ・ファンファーニ（イタリア首相）
- ピエール・トルドー（カナダ首相）
- ガストン・トルン（欧州委員会委員長）

## 議題
・ソ連が東ヨーロッパにRSD-10中距離弾道ミサイルを展開したことに対し、アメリカがパーシングII準中距離弾道ミサイルを配備すべきか否か
・増大する負債危機の対応
・軍縮について
・ソビエト連邦(ソ連)とG7との協力
以上の4点を論議した。